# Etalage

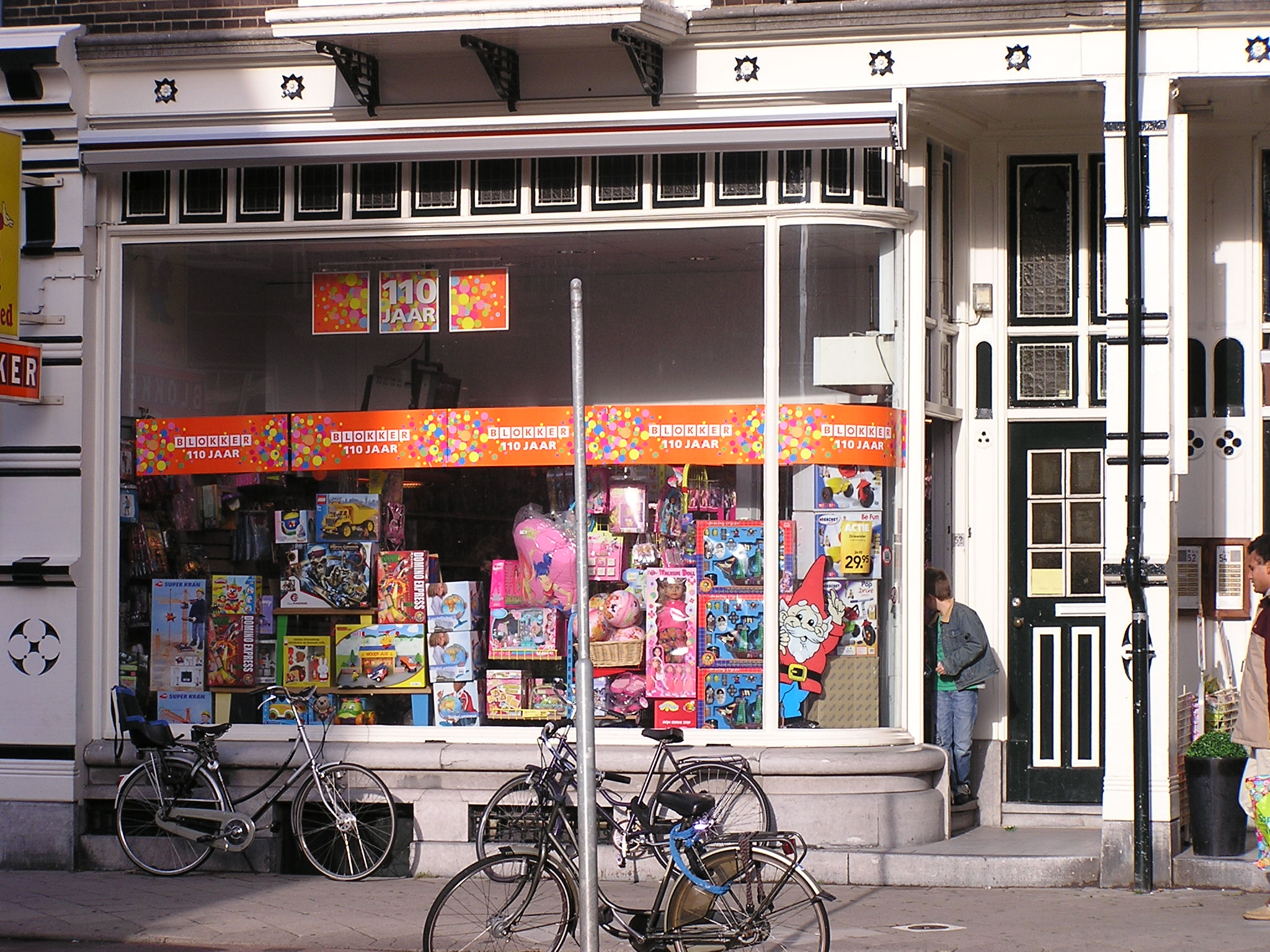
Etalage van een winkel in Utrecht.

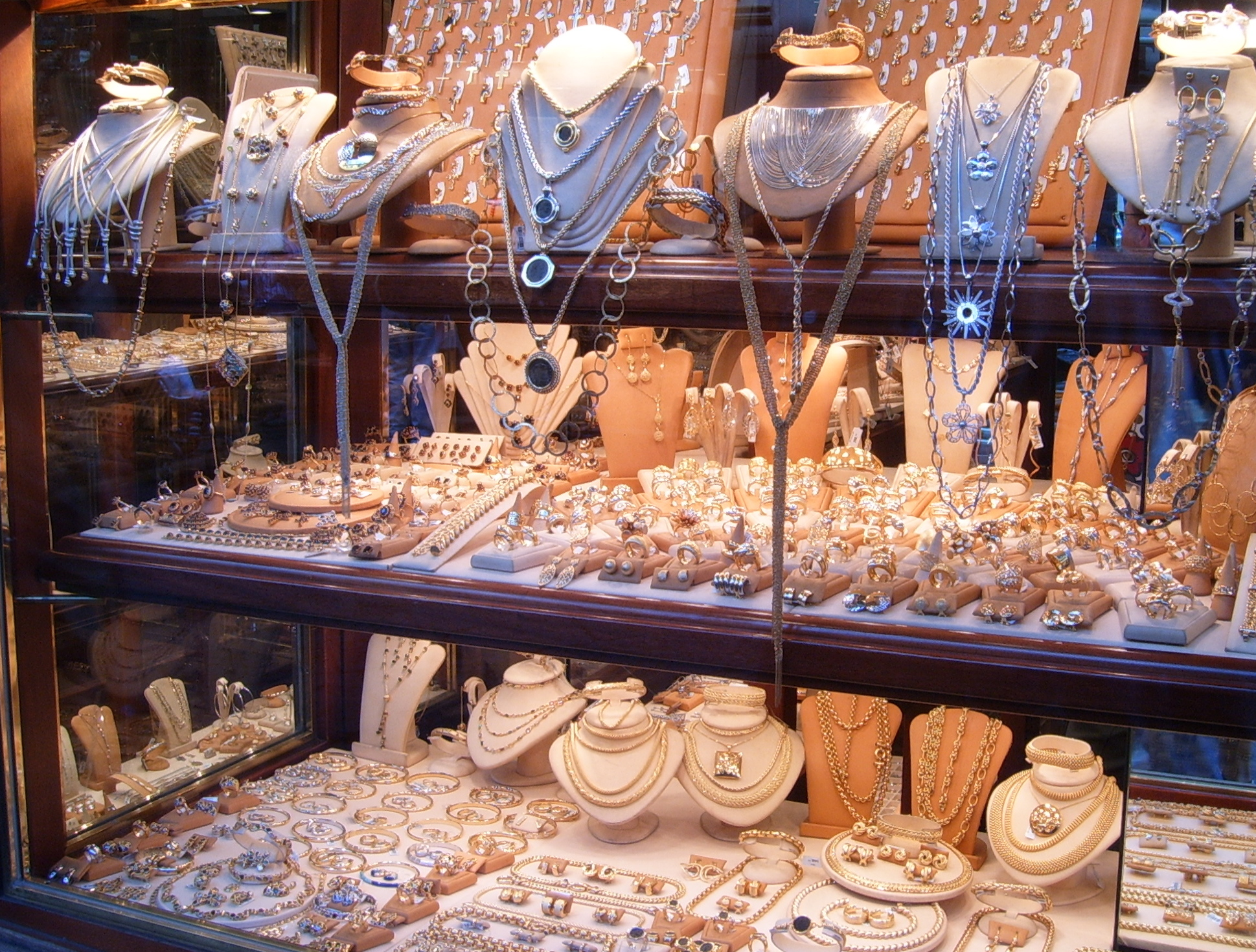
Etalage van een juwelier op de Ponte Vecchio in Florence.

Een etalage is het voorste gedeelte van een winkel, dat van buitenaf zichtbaar is en ook is bedoeld voor de voorbijganger die zich (nog) buiten de winkel bevindt.
Het woord uitstalkast wordt wel gebruikt als synoniem. Een uitstalkast kan echter ook andere betekenissen hebben; met name kan het een vitrine zijn. Ook hebben moderne etalages vaak niet langer de vorm van een kast of aparte ruimte, en in zulke gevallen is de aanduiding "uitstalkast" minder toepasselijk.

## Functie: attendering en merchandising
De werking van een etalage heeft vier functies, samengebracht in het AIDA-model: 1. Aandacht trekken, 2. Interesse wekken, 3. Desire/Verlangen opwekken, en 4. Aanzetten tot actie.

### Attenderende functie

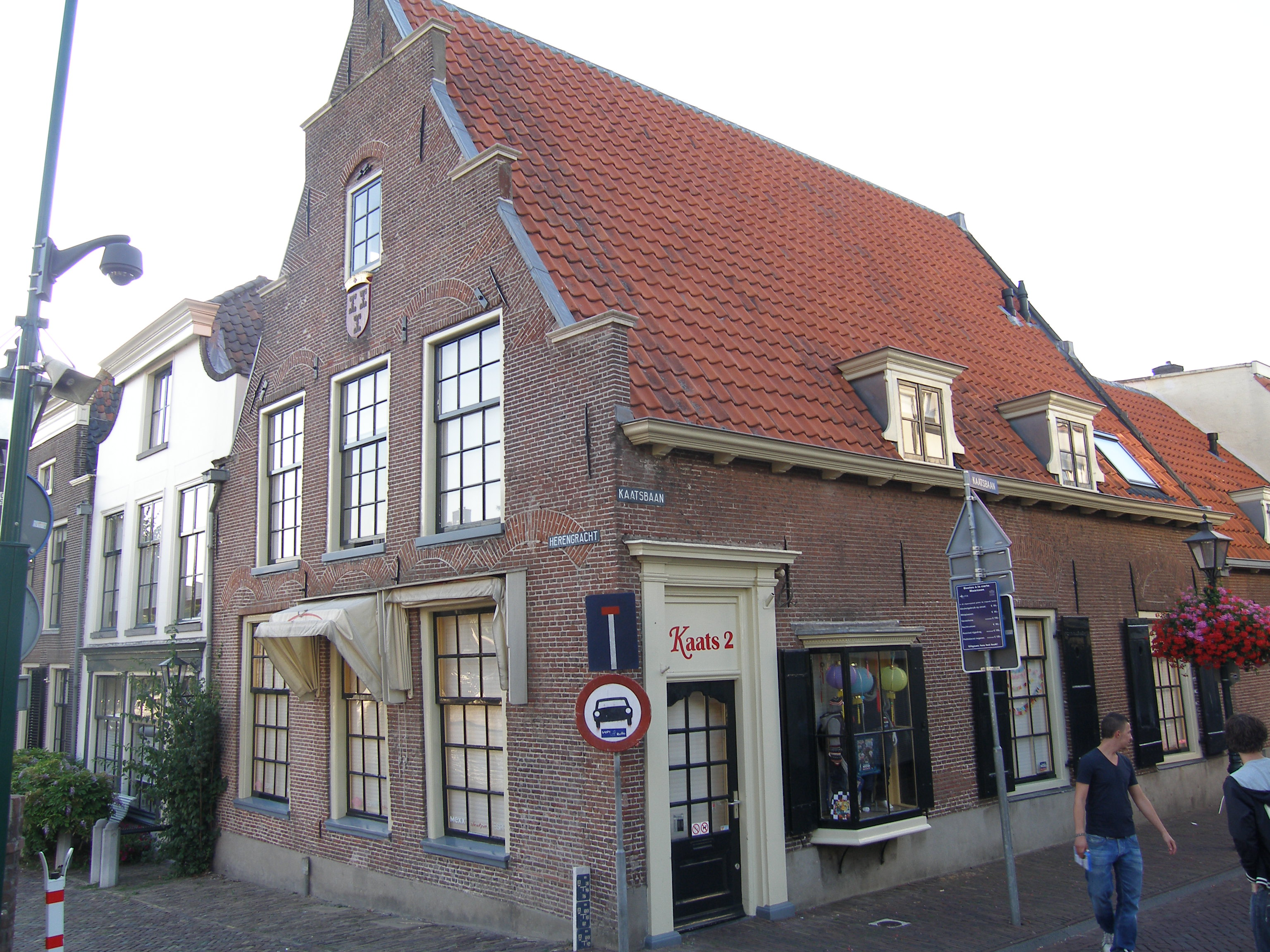
Een 19e-eeuwse uitstalkast rechts naast de voordeur van het hoekpand

Etaleren betekent "uitstallen, tentoonstellen", en de etalage heeft ook de functie te laten zien wat de aard is van de winkel: welke goederen worden er verkocht, gericht op welk marktsegment (de doelgroep waarop de onderneming zich richt). De etalage attendeert de beoogde klant op het assortiment.
Is de doelgroep bijvoorbeeld de kapitaalkrachtige koper, dan zullen betrekkelijk dure en/of luxe artikelen worden tentoongesteld. Daarmee wordt de minder veeleisende koper afgeschrikt, maar die behoort dan ook niet tot de doelgroep. Omgekeerd zal een winkel die zich op een breder of zeer prijsbewust publiek richt, ertegen waken dat publiek af te schrikken door het uitstallen van artikelen voor een exclusieve markt.
De attenderende functie is basaal: als klanten niet weten wat een winkel biedt, kan de leverancier moeilijk verwachten dat bezoekers, behalve de allernieuwsgierigste, over zijn drempel stappen. Hoewel die attendering op verschillende manieren kan plaatsvinden, is de etalage directer, fysieker en nabijer dan bijvoorbeeld een advertentie of een televisiereclame.

### Beïnvloedende functie
De basale attenderingsfunctie zal belangrijker zijn naarmate het totale aanbod in de markt beperkter is. In het Westen van nog slechts enkele decennia geleden, en nu nog in vele derdewereldlanden, was of is de vraag naar elementaire goederen voldoende groot om door attendering te worden gestuurd.
In rijkere landen is dat niet langer het geval. Naast attendering speelt de strijd om de gunst van de consument een grote rol. Dit maakt de technieken noodzakelijk van de merchandising: van die activiteiten welke erop gericht zijn bij de consument het verlangen te wekken, de geboden goederen aan te schaffen. De etalage, die altijd al wel als "lokmiddel" had gefungeerd, wordt dat in de moderne markt in toenemende mate.

### Evaluatie
Bij merchandising hoort, zoals bij iedere doelgerichte actie, evaluatie. Er zijn verschillende methoden om de etalage als onderdeel van die merchandising te evalueren.
- Een vraag die zich voordoet, is bijvoorbeeld: "Heeft de etalage zoals wij die deze week hebben ingericht, tot bovengemiddeld klantenbezoek (in het marketingjargon: traffic) geleid?"
- Bij de huidige geautomatiseerde technieken van voorraadbewaking (het nauwgezet op de hoogte blijven van de hoeveelheid verkochte producten in een bepaalde subsector) is tevens gemakkelijk na te gaan of uitstalling van bepaalde producten ook heeft geleid tot verkoop van soortgelijke artikelen.
- Een nogal uitzonderlijke, maar eenvoudige methode om de respons van voorbijgangers te meten, werd enkele decennia geleden gemeld door het vakblad Publishers Weekly. Een boekhandel in de Verenigde Staten had de buitenkant van de etalageruit onderzocht op vette vingerafdrukken: achter dat deel van de etalageruit waar die het meest werden aangetroffen, moest zich naar alle waarschijnlijkheid de koopwaar bevinden die de meeste aandacht had getrokken.

## Brugfunctie
De beschrijving van etalages als "lokmiddelen" zou negatieve connotaties kunnen oproepen. Neutraler geformuleerd, heeft de etalage een brugfunctie: zij bevindt zich immers op de grenslijn tussen straat of wandelgebied en winkelvloer, tussen voorbijganger en klant. Zij is een grens en een drempel, en bij de moderne merchandising wordt met die drempel zeer bewust rekening gehouden door architect en winkelier.
Overigens kan die drempel mede geslecht worden door het voortzetten van de uitstalling tot voorbij de etalage: niet zelden vindt men in het openbare voetgangersgebied tafels of dumpbins met boeken of dvd's, dan wel rekken met kleding--in alle gevallen voorproefjes van het assortiment.

### Fysieke uitvoering

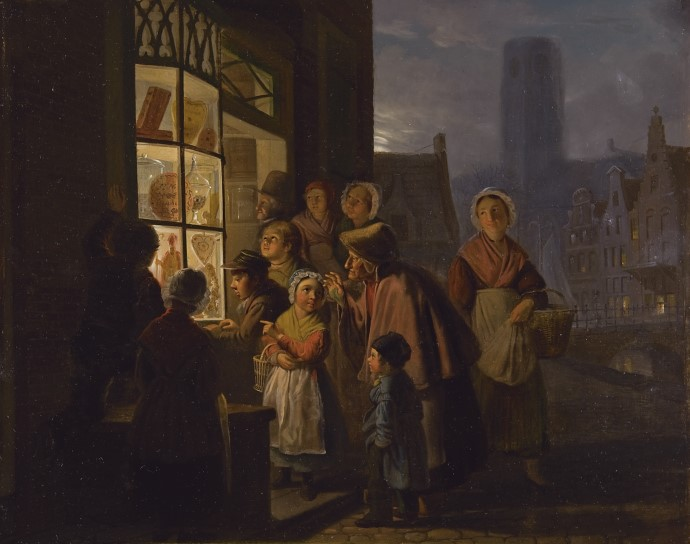
De uitstalling van suikerwerk voor het Sint Nicolaasfeest, Jan Hendrik van Grootvelt, 1841

De ouderwetse etalageruiten, die in niets te onderscheiden waren van de smalle ruiten van een (ouderwets) woonhuis, behoren tot het verleden. Andere uitvoeringen zijn, althans in het Westen, betaalbaar geworden, en zij zijn beter geschikt om de beïnvloedende functie van de etalage te vervullen.
Aan de ene kant is de inloopwinkel ontstaan, vaak een gehele pui bestaande uit louter glas, waarvoor niet zelden het historisch karakter van een winkelpand, althans voor wat betreft de benedenetage, is aangetast. Dit soort etalage is bedoeld om een zo laagdrempelig mogelijke indruk te wekken. Doorgaans is er ook geen achterschot meer: geen wand grenst de achterkant van de etalage fysiek af van de rest van de winkel, die juist ongemerkt de voortzetting vormt van de etalage.
Indien de winkelier echter juist een tegengestelde indruk wil wekken, een van exclusiviteit, dan zal laagdrempeligheid niet een eerste vereiste zijn. Hij grijpt nu naar andere middelen, bijvoorbeeld door de pui juist wél de aandacht te doen trekken. Dit kan hij bereiken door versieringen of een uitvoering die door de doelgroep als smaakvol en exclusief wordt ervaren. Hij kan het ook bereiken door eenvoudigweg niet al te laagdrempelig te zijn. Zijn winkel is iets moeilijker toegankelijk, en zo krijgt de klant, al dan niet bewust, de indruk dat hier iets aparts geboden wordt, iets waarvoor je enige moeite moet doen, een emporium dat niet voor Jan en alleman bestemd is.
Velerlei tussen- en nevenvormen zijn denkbaar, die bovendien aan mode en aan vernieuwing onderhevig zijn. Soms is een etalage in eigenlijke zin zelfs overbodig: een winkel die deel uitmaakt van een landelijke kruideniersketen, kan, als die keten ook nog de marktleider is, volstaan met een logo.
De brugfunctie van de etalage kan worden verstoord door een elementaire handicap: haar voorkant, de etalageruit, ligt parallel aan de looprichting van de consument. Die loopt er dus letterlijk langs. Om hem nadrukkelijker op de etalage te attenderen, wordt wel overgegaan tot scheefstelling van de pui: de ruit wordt in een lichte hoek geplaatst, zodanig dat de wandeling van de klant wordt "opgevangen", maar niet zo opdringerig dat de pui als een obstakel zijn voortgang belemmert. Deze schuine opstelling heeft uiteraard alleen zin als er een overwegende looprichting te onderkennen valt; indien er evenveel bezoekers in de ene richting lopen als in de andere, verliest zij haar nut.

## Inrichting
De inrichting van de etalage zelf geschiedt volgens een aantal principes. Tot die uitgangspunten behoort in ieder geval niet dat de winkelier winkeldochters (de moeilijk verhandelbare artikelen, die maar op de plank blijven liggen) in de etalage dumpt, in de hoop ze alsnog kwijt te raken. Dat zou immers geen enkele brugfunctie dienen, en de klant niet verleiden maar hem afschrikken.

### Segment
Wel kunnen goedkope artikelen, aanbiedingen, worden uitgestald; maar de prijs heeft dan juist wel een brugfunctie. Het gaat hier om de zogenaamde loss leaders, aantrekkelijke artikelen tegen een aantrekkelijke prijs, die de winkelier bij verkoop op een verlies (loss) komen te staan, maar waarvan hij hoopt dat zij de consument verlokken ook andere artikelen aan te schaffen. Zo eindigt de transactie alsnog in winst. (Overigens worden loss leaders vaak niet in de etalage uitgestald, maar voor in de winkel, dus juist voorbij de etalage.)
Daarentegen kunnen ook juist de artikelen worden getoond die de trots van de zaak uitmaken, in een hoge prijsklasse vallen en de consument laten zien wat de zaak te bieden heeft. Hiermee wordt een sfeer van kwaliteit geschapen.

### Dichtheid

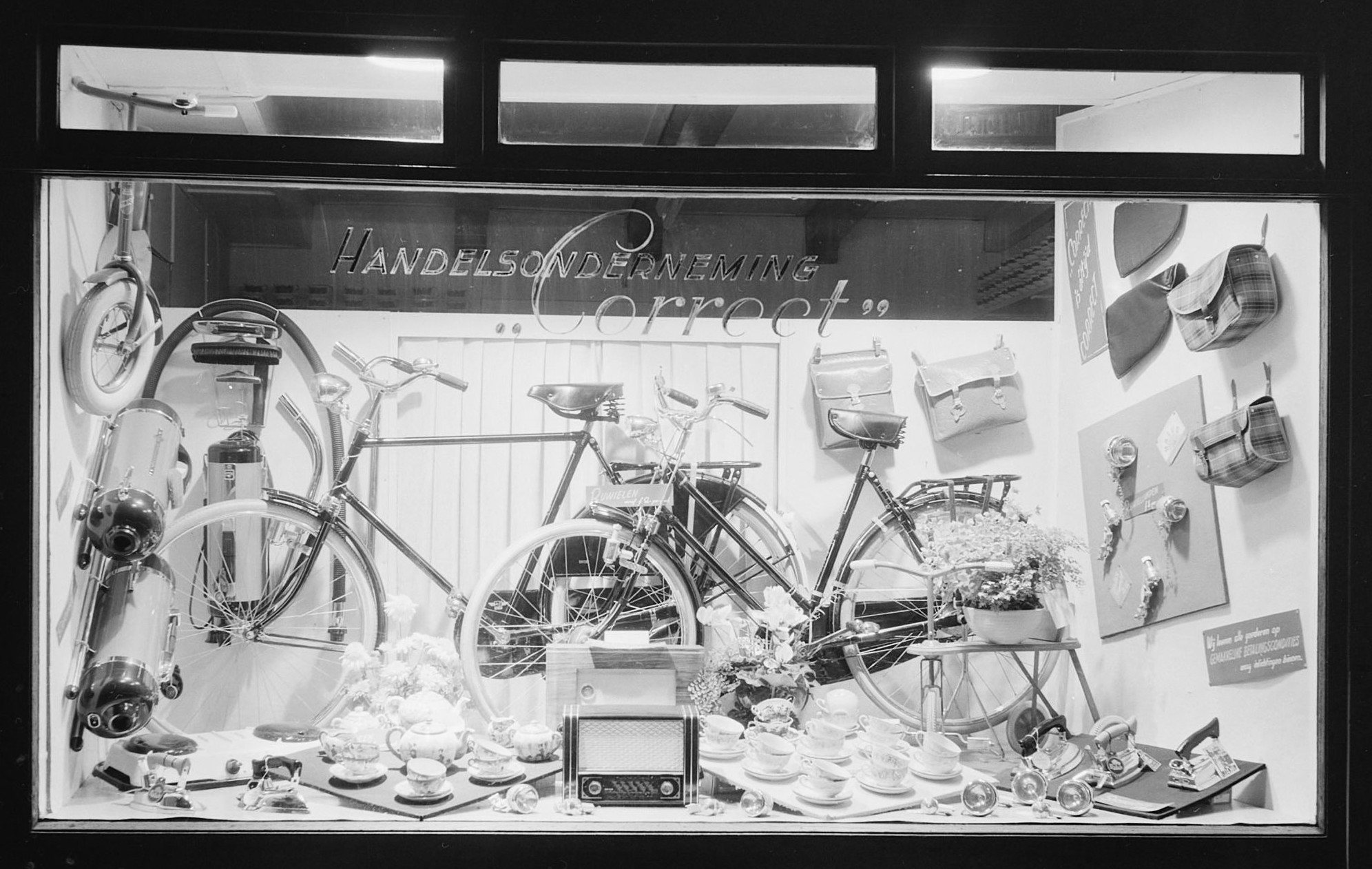
Etalage, Haarlem, in 1953

Is een etalage overvol met artikelen beter dan een bijna lege, of juist niet? De theorieën hierover moeten van geval tot geval aan de praktijk worden getoetst. Een volle etalage kan bij de ene consument een indruk van propperige wanorde achterlaten, en bij de andere juist aangename overvloed suggereren. Het hangt sterk af van de doelgroep, van het marktsegment en van andere assortimentskenmerken; in het algemeen van het imago dat de winkel wil uitstralen.
Anderzijds kan een bijna lege etalage de aandacht concentreren op een of enkele artikelen, en daarmee rust, goede smaak of ook exclusiviteit suggereren. Zij kan echter ook de indruk wekken van schraalheid. Of zij kan, te veelvuldig toegepast, een modieuze en zelfs clichématige indruk wekken.

### Kleur en licht
Verlichting kan erg effectief zijn, als zij letterlijk die aspecten "uitlicht" die de verkoper wil benadrukken. Vlak licht is weliswaar rustgevend, maar kan ook saai zijn, "vlak" in de figuurlijke zin van dat woord. Gericht licht leidt de aandacht, maar dat dient zeer bewust te gebeuren. Etalageverlichting die vooral een volle lichtstraal recht in de ogen van de toeschouwer werpt, is vernietigend; maar zij komt voor.

### Thematiek
Een zeker verband hiermee houdt de vraag of een etalage thematisch moet worden ingericht of juist het gehele assortiment moet weerspiegelen. In het eerste geval kan de voorraad uitgestalde artikelen kleiner zijn dan in het tweede. Dit verband is er echter niet altijd.
De keuze tussen thematiek enerzijds of brede afspiegeling anderzijds, is deels een weerspiegeling van het unieke karakter van een winkel; die kan zich met opvallende keuzen onderscheiden. Indien er al voor een thematische aanpak, een verenigend principe, wordt gekozen, dan kan dat volgens uiteenlopende uitgangspunten gebeuren. Er bestaan boekhandels die van tijd tot tijd een gehele etalage vullen met boeken in een enkele kleur: de thematiek is dan niet inhoudelijk maar formeel. Inhoudelijk zou de thematiek juist weer zijn bij een etalage vol skikleding.
De vraag of men, indien men een thema kiest, daarbij uiterst origineel dient te zijn of juist moet aansluiten bij de verwachtingen van de beoogde koper, kan weer alleen beantwoord worden door een winkelier die zijn publiek goed kent. Voelt dat zich vooral aangetrokken tot het vertrouwde? Of houdt het wel van avontuur? Maar ook het seizoen kan een rol spelen.
- Kerstartikelen zullen in de maand december in vele etalages niet kunnen ontbreken. In januari kunnen zij nog wel als lokkertjes tegen sterk gereduceerde prijs fungeren, maar dan doet zich al de vraag voor of ze nog in de etalage thuishoren, of veeleer in dumpbins dan wel op speciale tafels. In maart worden ze uiteraard in het geheel niet meer aangetroffen.

## Deskundigheid
Het inrichten van een effectieve, in de merchandising passende etalage is een vak. Een aantal factoren, die sterk variabel zijn en onder meer verband houden met assortiment, doelgroep, winkelconcept, mode en uitstraling, werd hierboven besproken. De etaleur dient zijn doelgroep te kennen, dient zich bewust te zijn van het effect van zijn beslissingen en keuzen, en dient op de hoogte te zijn van wat er verkoopbevorderend werkt en wat juist niet. Hij moet ook weten wat er in de mode is, wat verouderd.

### Opleiding
Opleidingen tot etaleur of etaleuse worden onder meer gegeven in het middelbaar beroepsonderwijs. Vele jaren geleden was dan sprake van etalagescholen. Dat begrip wordt thans echter volkomen anders gebruikt. Een "etalageschool" is nu een school met een voorbeeldfunctie, een pionier in de regio, waar onderwijsgevenden van andere instituten zich kunnen vergewissen van de voorbeeldige wijze waarop onderwijsvernieuwingen in de praktijk worden gebracht. Met winkeletalages heeft dat niets meer te maken.

## De elektronische etalage
Inmiddels wordt het woord etalage mede gebruikt om de plaats of de gelegenheid aan te duiden die iemand gebruikt om zich bekend te maken, zich aan te prijzen of zichzelf op welke wijze ook te etaleren. Dit hoeft niet altijd uit commercieel oogpunt te geschieden; het kan ook louter de bedoeling zijn de aandacht op zich te vestigen, zich te presenteren.

### Website
Dit is van groot belang geworden met de groei van het internet, waarop immers miljoenen deelnemers aanwezig zijn die met een website of hoofdpagina allen om de aandacht van de bezoekers vragen; een aandacht die daardoor sterk versnipperd raakt. In publicaties over de inrichting van een website of homepage werd het enkele jaren geleden gewoonte die virtuele publicatie te beschrijven als de elektronische etalage van de particulier, of al helemaal van het bedrijf of de overheidsinstelling die zich elektronisch tot de consument of de medegebruiker richtte.

### Elektronische winkel
Maar het begrip elektronische etalage wordt tevens gebruikt in een betekenis die iets dichter bij de oorspronkelijke, fysieke ligt: met de opkomst van het "elektronisch winkelen" is de webwinkel ontstaan: men zoekt, bestelt en betaalt online. Maar daartoe is oriëntatie op het gebodene nodig. Een elektronische winkel zal in de virtuele ruimte dan ook verwijzen naar de geboden artikelen; en hij zal die verwijzingen veelal bijeenplaatsen in een elektronische etalage: een deel van de site waarin beschrijvingen, afbeeldingen, geluiden en animaties de gegadigde op het gebodene wijzen.

### Vergelijkingssite
Tegelijkertijd bestaan er sites die prijzen en kwaliteit van producten vergelijken, en in sommige gevallen (collectieve) kortingen bedingen. Van deze sites (bijvoorbeeld El Cheapo, Miepkniep, Kiesbeter) wordt wel beweerd dat zij de functie van de etalage omzeilen: de consument wordt via de vergelijking rechtstreeks naar de artikelen geleid. Voor een bedrijf betekent dit dat de marketinginspanningen, besteed aan de etalage, ten dele vergeefs zijn geweest.

### De klant geëtaleerd
De privacy van de internetbezoeker is voorwerp van discussie en zorg. Zijn handel en wandel worden gevolgd en vastgelegd, en vele publicaties weten te melden dat er veel meer van de moderne computergebruikende wereldburger bekend is dan hij zelfs vermoedt. Dit leidt tot het gezichtspunt dat het in toenemende mate niet zozeer de leverancier is die in de etalage staat, als wel de klant.